# María Fernanda Cañás
María Fernanda Cañás (Nacida en 1950) es una docente y diplomática argentina que en 1974 junto a su hermana, Teresa Cañás de Davis, fueron maestras idioma español en las islas Malvinas como parte del Acuerdo de Comunicaciones entre la Argentina y el Reino Unido de 1971. Hasta 2013 fue subdirectora de la Dirección General Malvinas y Atlántico Sur (posterior Secretaría de Asuntos Relativos a las Islas Malvinas) del Ministerio de Relaciones Exteriores y Culto, con el rango de ministra de primera. Posee desde diciembre de 2012 el rango de embajadora. Entre enero de 2017 y abril de 2019 fue embajadora de Argentina en Marruecos.

## Biografía

### Malvinas
Como parte de las negociaciones para la transferencia de soberanía de las islas Malvinas, el 1 de junio de 1971 se firmó la Declaración Conjunta referente a comunicaciones entre las Islas Malvinas y el territorio continental argentino. Hacia marzo de 1914 el Ministerio de Educación anunció que el gobierno colonial de las islas necesitaba dos maestras de castellano para los niños malvinenses. María Fernanda Cañas, con apenas 24 años y recién recibida, se anotó junto a su hermana y fueron elegidas para ir un año a las islas. El gobierno argentino se haría cargo del sueldo, mientras que el gobierno colonial local les daría casa y combustible.
María Fernanda y su hermana daban clases a los alumnos de primaria y secundaria de la escuela de Puerto Stanley, que tenían el español como materia obligatoria. También daban clases optativas a adultos en dos niveles (principiantes y avanzados) y, dos veces por semana, clases por la radio local para los habitantes de áreas rurales. Las clases eran de español argentino y los materiales de estudio y ejercicios se enviaban a los establecimientos más lejanos por hidroaviones. Las clases de español por radio duraban entre 30 y 45 minutos y se dedicaban a la práctica oral del idioma. María Fernanda y su hermana realizaban diálogos con momentos de silencio para que los oyentes pudieran responder o practicar. También se pasaba música argentina. Al principio para los isleños el castellano era algo ajeno, pero de a poco hubo mucho interés. Incluso había grupos que desconfiaban de ellas por ser argentinas y demostraban rechazos sutiles. Igualmente, con la mayoría de los isleños hubo buenas relaciones. La esposa del gobernador colonial británico también recibía clases particulares de las maestras argentinas. Ellas también se encargaron de enseñar la cultura argentina en la escuela.
María Fernanda y su hermana debieron adaptarse a la forma de vida de las islas de aquel entonces:

...una vez que fuimos seleccionadas, nos hizo una entrevista el superintendente de Educación. Dentro de la charla, nos dio un consejo: "No se olviden de llevar un serrucho y el hacha". Sorprendidas, preguntamos por qué. "Ya se van a dar cuenta", nos dijo. Cuando llegamos lo entendimos. El carnicero pasaba una vez por semana ofreciendo carne de oveja, dejaba en la fiambrera un cuarto de animal y uno tenía que serruchar la carne. Y el hacha era para la turba, que es el suelo de las islas, de bajo valor calórico, pero que se usaba para calefaccionar la casa y para la cocina económica.

### Servicio exterior
En 1975 dejó las islas para volver al continente y diez años más tarde, en 1984, ingresó al Servicio Exterior argentino.
En abril de 1993 fue observadora en un referéndum desarrollado en Eritrea para su independencia.
Ha trabajado en la Embajada de Argentina en el Reino Unido. En la primera parte de la década de 2010 fue Subdirectora de la Dirección General Malvinas y Atlántico Sur del Ministerio de Relaciones Exteriores y Culto.